# اجلی اپتیکا
اجلی ئی ای -۷ اپتیکا (به انگلیسی: Edgley EA-7 Optica) یک هواگرد سبک بریتانیایی است که برای پروازهای تجسسی با سرعت کم طراحی شده‌است و به عنوان یک جایگزین ارزان برای بالگردها در نظر گرفته شده‌است. اپتیکا دارای سرعت گشت زنی ۱۳۰ کیلومتر بر ساعت (70 kn؛ ۸۱ مایل بر ساعت) و سرعت واماندگی ۱۰۸ کیلومتر بر ساعت (58 kn؛ ۶۷ مایل بر ساعت) است.

## منابع

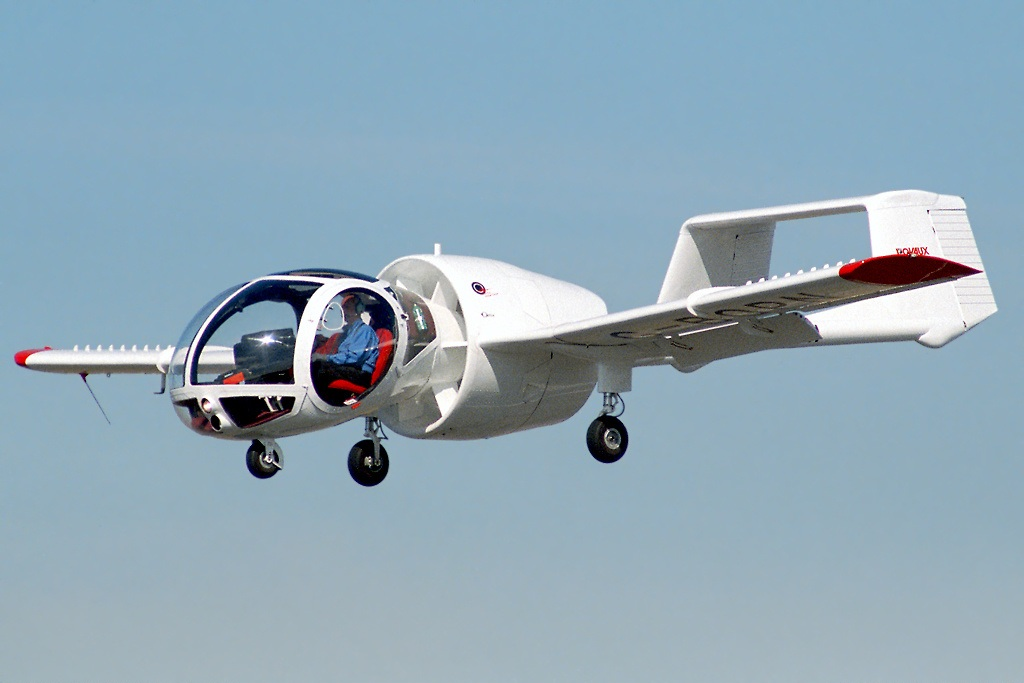
فارنبورو، ۱۹۹۰

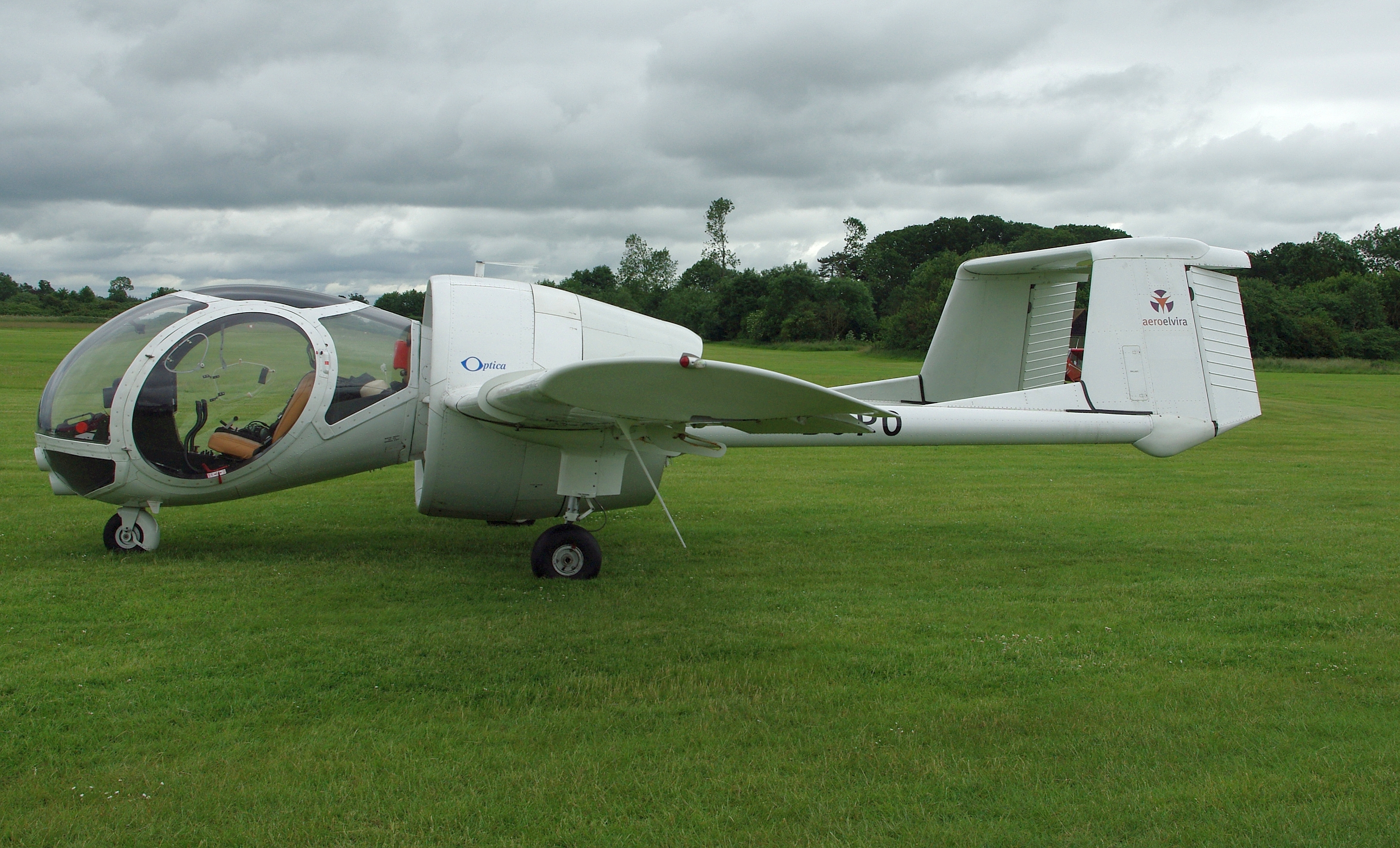
اولد واردن، ژوئن ۲۰۱۴